# Direct Inward System Access
Direct Inward System Access (DISA) ist eine Funktion innerhalb von Telekommunikationssystemen, die es ermöglicht von außerhalb derart auf eine Telefonanlage zuzugreifen, dass der anrufende Anschluss als Teil der angerufenen Telekommunikationstruktur erscheint. So kann z. B. ein Heimarbeitsplatz (außerhalb der eigenen Firma) gegenüber einem angerufenen Dritten als firmenintern erscheinen oder von und zu einem Mobiltelefon eines Mitarbeiters mit einer Firmennummer telefoniert werden (Beispielsweise um mittels Callthrough Telefonkosten zu sparen).   
Die DISA Funktion muss sorgfältig implementiert werden, da sie sonst von Unbefugten als Backdoor missbraucht werden kann, um beispielsweise auf Kosten des Telefonanlagenbesitzers Premium-Mehrwertdienste (0900-Rufnummern) wie z. B. Erwachsenenunterhaltung zu nutzen.